# فيفي (سويسرا)
فيفي (بالفرنسية: Vevey)‏ هي بلدية وعاصمة لكانتون فود في سويسرا. يقدر عدد سكانها بـ 19,891 نسمة وفقا لتعداد سنة 2019.
فيفي هي المقر الرئيسي لشركة الأغذية والمشروبات العالمية نستله التي تأسست فيها في عام 1867. اخترع دانيال بيتر شوكولاتة الحليب في فيفي عام 1875 بمساعدة هنري نستله. أقام الممثل الكوميدي الإنجليزي تشارلي شابلن في فيفي من عام 1952 حتى وفاته في عام 1977.

## المدن التوأمة
لـ ليفي اتفاقيات توأمة مع:
- كاربينتراس ،  فرنسا
- Müllheim ،  ألمانيا
- لوكارنو ،  سويسرا

## أعلام
- غراهام غرين
- ديونيزيي دفورنتش
- فرد نيكول
- دانيال بيتر
- باسكال ريتشارد
- أمبروز
- خايمي
- جيمس هادلي تشايز
- فرانسوا أيميه لويس دومولين
- آلان هاك
- هنري فيليب تابان